# Helmut Hunger
Helmut Hunger (* 31. Januar 1940) ist ein ehemaliger deutscher Fußballspieler, der 1962 bis 1970 für Vorwärts Neubrandenburg in der DDR-Liga spielte. 

## Sportliche Laufbahn
Nachdem der 21-jährige Stürmer Helmut Hunger zuletzt 1960 mit der Armeesportgemeinschaft Vorwärts im Ortsteil Eggesin-Karpin in der viertklassigen Bezirksliga Neubrandenburg gespielt hatte, wechselte er zur Saison 1961/62 zum Armeesportklub Vorwärts Neubrandenburg in die zweitklassige DDR-Liga. Dort wurde Hunger sofort Stammspieler, bestritt 30 der 39 Ligaspiele (Umstellung vom Kalenderjahr auf die Sommer-Frühjahr-Saison) und wurde mit neun Treffern zweitbester Torschütze des ASK. Im Juli 1962 wurde der Armeesportklub in eine Armeesportgemeinschaft (ASG) umgewandelt. Hunger schoss 1962/63 zwar zehn Tore in der DDR-Liga, kam in den 26 Punktspielen aber nur zu vierzehn Einsätzen. Auch in den beiden nächsten beiden Spielzeiten kam er in den nun 30 Saisonspielen über vierzehn bzw. elf Einsätze nicht hinaus, seine Torausbeute mit jeweils zwei Toren war ebenfalls unter seinen Möglichkeiten. Erst von der Saison 1965/66 an spielte Hunger bis 1969 ständig in der Stammelf und wurde 1967 und 1968 mit zehn bzw. zwölf Treffern Torschützenkönig seiner Mannschaft. 1969/70 war Hungers letzte DDR-Liga-Saison. Er bestritt von 30 Ligaspielen nur noch 17 Partien und kam auch nur auf zwei Tore. Am Ende der Saison musste Vorwärts Neubrandenburg aus der DDR-Liga absteigen und kehrte ebenso wie Helmut Hunger nicht mehr in den höherklassigen Fußball zurück. Hunger hatte in der DDR-Liga 199 Spiele bestritten und dabei 59 Tore erzielt. Er wurde später Mannschaftsleiter der ASG. 